# 紫雨 (王子專輯)
紫雨電影原聲帶 (简称为紫雨)是在1984年由Prince和The Revolution创作的。它由华纳唱片发行，是Prince的第六张专辑。在美国，这张唱片卖出了一千三百万张，获得了美国唱片行业协会颁发的钻石奖。根据Billboard杂志的紀錄，此張電影原聲帶在專輯榜連續蟬連24週冠軍，成为有史以来最伟大的电影原声之一。根据一条消息来源，这张唱片在其开售的第一日就创造了一百万张的销量。在1998年，Q杂志的读者将紫雨评选为有史以来最伟大的唱片第73位。2003年，电视网络VH1将其评为第十八位。滚石乐队将其称为1980年代第二名的唱片。
就像往常一样，Prince创作了专辑中的所有歌曲。某些曲目有一部分是1983年8月3日Prince在明尼阿波利斯的第一大街俱乐部现场演出的录音。这是一场为明尼苏达舞剧院捐款的慈善演出，也是Prince的乐队“The Revolution”第一次亮相。这支乐队由温蒂·梅尔沃恩领头，他是Prince在电影《紫雨》中的吉他手，以及之后的几年。
Prince凭此唱片获得了三项格莱美奖：年度最佳摇滚乐队/组合、年度最佳影视原创音乐专辑（紫雨）以及最佳R&B歌曲（作者）（ 夏卡·康的“我爱你”）。而且该唱片被提名为年度最佳专辑（紫雨）。Prince还在1985年获得了奥斯卡最佳配乐奖。 （页面存档备份，存于）
“Take Me With U”本来是为阿波罗尼亚6专辑而作的，但是被放在这张专辑里。这么做的一个不幸的结果是要对组曲进行关键的删减，例如歌曲"电脑蓝"，只在爱好者中以未发行的加长版本的形式来流传（"电脑蓝"第二节一部分可以在电影《紫雨》中听到，当电影中Prince走在正在排练的The Revolution成员之中的时候）歌曲"亲爱的Nikki"因为歌词内容而出名。这之后才逐渐出现了提伯·戈尔和家长音乐资源中心在唱片封面上使用家长指引的标贴和印刷的情况。 
- 澳大利亚流行乐、R&B第一名

## 专辑曲目
1. "让我们疯狂吧"
2. "带上我"
3. "美丽的人"
4. "电脑蓝"
5. "亲爱的Nikki"
6. "当鸽子哭泣的时候"
7. "我会为你而死"
8. "宝贝我是明星"
9. "紫雨"

## 单曲和Top 100排行榜
- "当鸽子哭泣的时候" (美国#1，R&B#1，英国#6，澳大利亚#1)

1. "当鸽子哭泣的时候"
2. "17天"

- "让我们疯狂吧" (美国#1，英国#7，澳大利亚#1)

1. "让我们疯狂吧"
2. "色欲都市"

- "紫雨" (美国#2，英国#8)

1. "紫雨"
2. "上帝" (歌唱)
3. "上帝" (伴奏) — 只有英国版本

- "我会为你而死" (美国#8，英国#58)

1. "我会为你而死"
2. "另一个孤独的圣诞节"

- "带上我" (美国#25)

1. "带上我"
2. "宝贝我是明星"